# Pierce City
Pierce City é uma cidade localizada no estado americano de Missouri, no Condado de Lawrence.

## Demografia
Segundo o censo americano de 2000, a sua população era de 1385 habitantes.
Em 2006, foi estimada uma população de 1447, um aumento de 62 (4.5%).

## Geografia
De acordo com o United States Census Bureau tem uma área de
3,2 km², dos quais 3,2 km² cobertos por terra e 0,0 km² cobertos por água. Pierce City localiza-se a aproximadamente 402 m acima do nível do mar.

## Localidades na vizinhança
O diagrama seguinte representa as localidades num raio de 16 km ao redor de Pierce City.